# FORMAC
FORMAC (FORmula MAnipulation Compiler) は、FORTRANを記号式操作用に拡張したプログラミング言語である。科学・工学におけるコンピューティングの支援として、1960年代にジーン・E・サメットによって設計・実装された。
有理数、記号、行列、式に加え、FORTRANで使用できるデータ型を持ち、FORTRANに類似した構文と一般構造を備えている。FORMACによるプログラムには、サブルーチンや関数を含めることができ、そのほかのFORTRANの機能を使用できる。FORMACはFORTRANのプリプロセッサとして実装された。後の数式処理システムとは異なり、M式はなかった。1990年代前半まで使用されていた。